# Percina aurora
Percina aurora är en fiskart som beskrevs av Royal D. Suttkus och Thompson, 1994. Percina aurora ingår i släktet Percina och familjen abborrfiskar. IUCN kategoriserar arten globalt som starkt hotad. Inga underarter finns listade i Catalogue of Life.